# KZ Ahrensbök

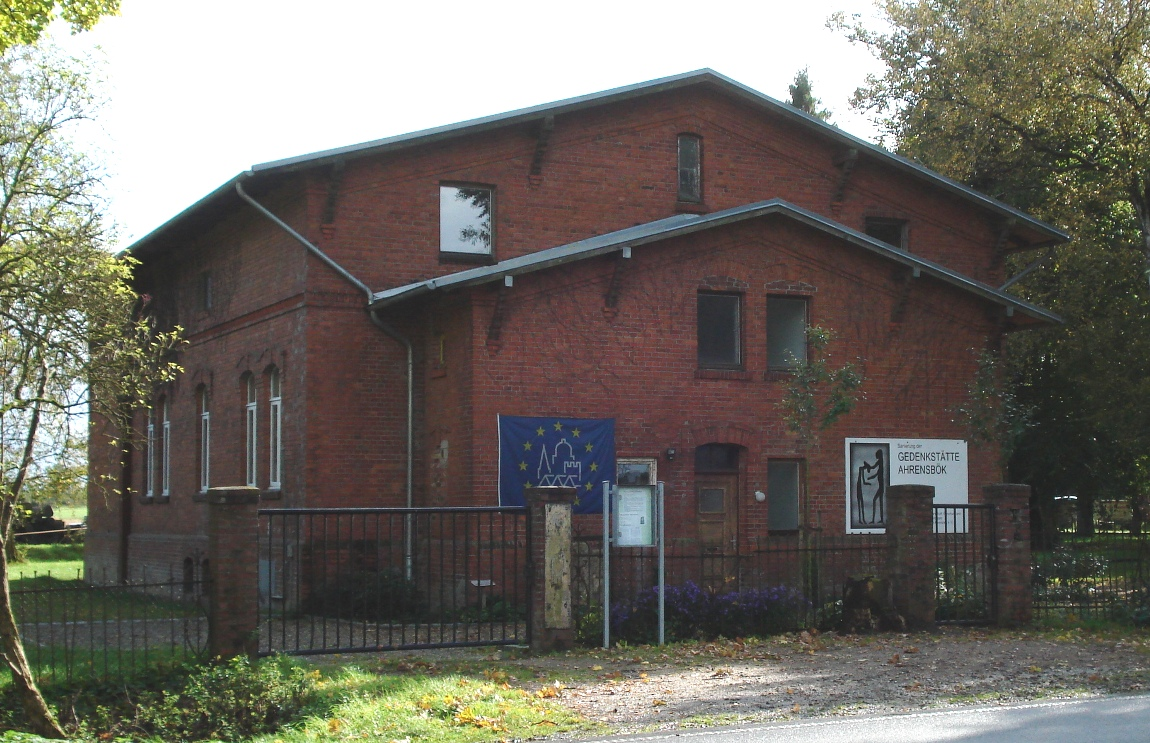
Das Gebäude des ehemaligen KZ Ahrensbök – heute Ort der Gedenkstätte Ahrensbök

Das Konzentrationslager Ahrensbök (meist als KZ Ahrensbök bezeichnet) war ein frühes („wildes“) Konzentrationslager in Ahrensbök in Schleswig-Holstein von Oktober 1933 bis Mai 1934.
Bei den Inhaftierten handelte es sich meist um NS-Gegner – größtenteils Kommunisten, Sozialdemokraten, Gewerkschafter – und andere dem Nationalsozialismus Missliebige.

## Geschichte
Nach der „Machtergreifung“ der NSDAP wurden durch den Leiter der NSDAP in Eutin Johann Heinrich Böhmcker willkürliche Verhaftungen vorgenommen. Die Inhaftierten wurden zunächst im Gefängnis in Eutin (KZ Eutin) festgehalten.
Ab dem 3. Oktober 1933 wurden die Inhaftierten in Holstendorf bei Ahrensbök in dem Gebäude einer ehemaligen Fabrik untergebracht. Insgesamt wurden im KZ Ahrensbök 300 Häftlinge gefangengehalten – durchschnittlich 50 bis 60 Menschen gleichzeitig. Die Häftlinge wurden u. a. beim Straßenbau eingesetzt. Tote gab es nicht. Nach den Aussagen ehemaliger Häftlinge in Nachkriegsprozessen wurden sie brutal geschlagen, misshandelt und öffentlich gedemütigt.

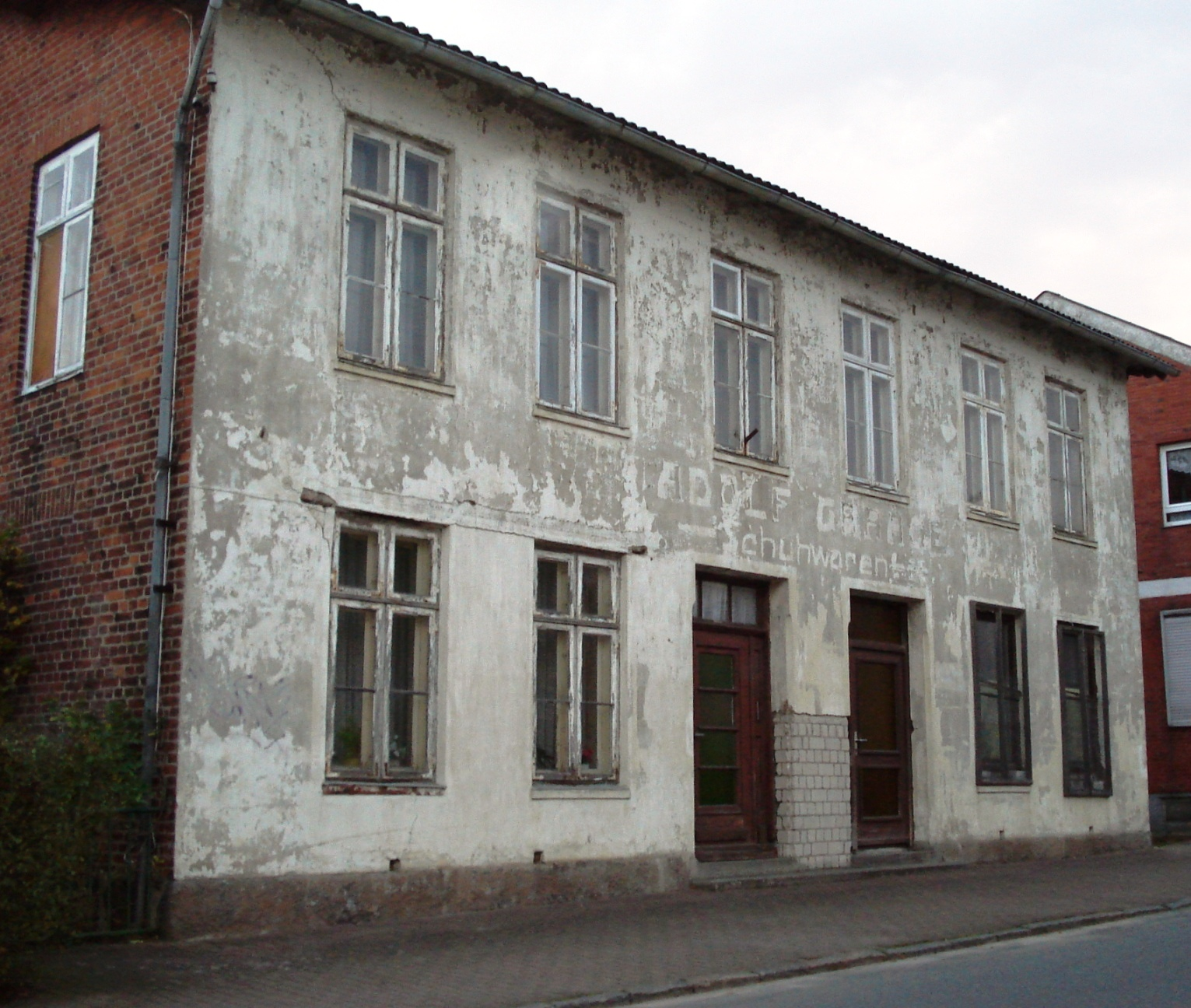
Das Gebäude, in dem sich 1933/34 das „Schutzhaftlager Ahrensboek“ befand

Im Dezember 1933 erfolgte der Umzug der Häftlinge in ein leerstehendes Schuhgeschäft im Zentrum von Ahrensbök (Plöner Straße), das auch als „Schutzhaftlager Ahrensbök“ bezeichnet wird.
Das KZ Ahrensbök wurde am 9. Mai 1934 aufgelöst (und in dem Gebäude anschließend eine Schule eingerichtet).

## Gedenken
In dem Gebäude des „wilden“ KZ Ahrensbök befindet sich heute die Gedenkstätte Ahrensbök, die an dieses erinnert und es dokumentiert.
In fünf Dauerausstellungen wird in Bildern und Texten gezeigt, dass Terror und Kriegsfolgen zwischen 1933 und 1945 nicht nur in fernen Orten stattfanden. Auch in Gemeinden wie Ahrensbök und in Regionen wie dem Landesteil Lübeck des Freistaats Oldenburg – später: Ostholstein in Schleswig-Holstein – regierte der nationalsozialistische Terror.